# Parafia św. Anny w Pruchnej
Parafia pod wezwaniem Świętej Anny w Pruchnej – parafia rzymskokatolicka znajdująca się w Pruchnej. Należy do dekanatu Strumień diecezji bielsko-żywieckiej. W 2005 zamieszkiwało ją ponad 1500 katolików.

## Historia

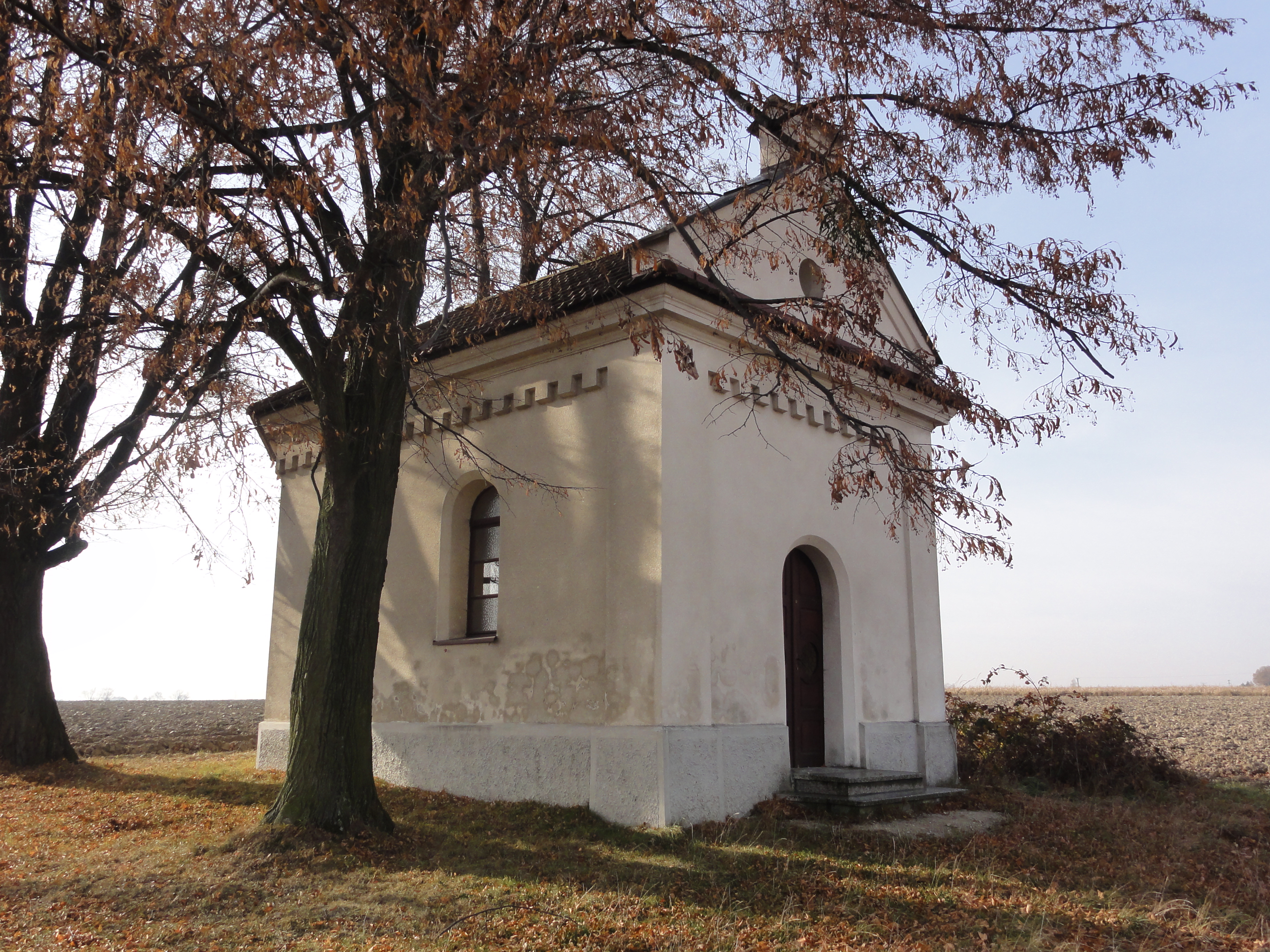
Zabytkowa kaplica św. Józefa w Pruchnej

Przypuszcza się, że probostwo i drewniany kościół katolicki w Pruchnej powstały w XV wieku. W okresie reformacji Czelowie (właściciele Pruchnej) jak i miejscowi mieszkańcy przeszli na nowe wyznanie i przejęli kościół, który został im odebrany przez specjalną komisję 15 kwietnia 1654, po czym reaktywowana parafia katolicka została podporządkowana nowo utworzonemu dekanatowi frysztackiemu. W 1679 wizytator biskupi i dziekan frysztacki odnotował, że do parafii należy oprócz Pruchnej (61 domów, 58 katolików) także Rychułd (10 domów, 10 katolików), Bąków (9 domów, 3 katolików) i Kończyce Małe (47 domów, 108 katolików), a ponadto że przy kościele (będącym w bardzo złym stanie) znajdowały się też: cmentarz, kostnica, stodoła, stajnia, budynek z dwoma pokojami, w kościele dwa ołtarze, chrzcielnica kamienna, ambona, drewniana zakrystia, trzy dzwony, brak było konfesjonału. Kolejny protokół z 1688 podawał, że w dalszym ciągu większa część mieszkańców pozostaje ewangelicka. W 1735 z parafii wydzielono Bąków, przyłączono zaś Knaj. W 1738 parafia przeniesiona została do dekanatu Strumień, z kolei w 1777 do dekanatu skoczowskiego. Poważne remonty kościoła przeprowadzono w 1725 i 1826. W 1873 kamień węgielny pod nowy kościół poświęcił ks. Franciszek Śniegoń, drewniana wieża z rozebranego drewnianego kościoła została zakupiona do kościoła św. Anny w Gołkowicach, istniejącego do dziś. Powstały w 1883 Związek Śląskich Katolików cieszył się wśród miejscowych parafian dużym poparciem. Według austriackiego spisu ludności z 1900 w Pruchnej mieszkało 961 katolików (63,3% mieszkańców miejscowości), a w 1910 941 (64,1%). Podczas II wojny światowej kościół parafialny został w 90% zniszczony, po wojnie odbudowany, później również plebanię. W 1909 wyodrębniła się parafia Narodzenia Najświętszej Maryi Panny w Kończycach Małych.
W granicach parafii znajduje się również zabytkowa kaplica św. Józefa i dwie przydrożne kapliczki. Przy parafii działają chór mieszany Ave, grupa Dzieci Maryi i grupa modlitewna Miłosierdzia Bożego.

## Proboszczowie
- 1937–1945: ks. Wilhelm Pniok
- 1940–1945: ks. Adolf Gawłowski
- 1945–1952: ks. Ernest Werner
- 1952–1953: ks. Stanisław Kuś
- 1953–1954: ks. Teofil Jamroży
- 1954–1964: ks. Franciszek Porosz
- 1964–1970: ks. Gerard Wengierek
- 1970–1983: ks. Walter Pietrucha
- 1984–1987: ks. Antoni Paszek
- 1987–2012: ks. Bernard Jarek[5]
- od 2012: ks. Jacek Urbaczka

## Hymn ku czci św. Anny
Parafia ma własny hymn ku czci swej patronki - św. Anny. Jego autorką jest Emilia Michalska, rodem z Pruchnej. Zaś melodię napisał sufragan katowicki bp Czesław Domin. Śpiewany on jest podczas uroczystości odpustowych i w niedziele lipca poprzedzające tę uroczystość oraz w ostatnią niedzielę października, kiedy parafia świętuje rocznicę poświęcenia kościoła.